# شامپلن، کبک
شامپلن (به فرانسوی: Champlain) شهری در منطقه شهری له شنو ناحیه موریسی در استان کبک کانادا است. در سرشماری سال ۲۰۱۱ این شهر ۱٬۵۸۹ نفر جمعیت داشته‌است و مساحت آن ۵۸٫۵۹ کیلومتر مربع است.